# Mali Zvornik (općina)
Mali Zvornik je općina u Republici Srbiji. Nalazi se u Središnjoj Srbiji i dio je Mačvanskoga okruga. Po podacima iz 2004. općina zauzima površinu od 184 km² (od čega na poljoprivrednu površinu otpada 7.847 ha, a na šumsku 9.612 ha).
Centar općine je naselje Mali Zvornik. Općina Mali Zvornik se sastoji od 12 naselja. Po podacima iz 2002. godine u općini je živjelo 14.076 stanovnika, a prirodni priraštaj je iznosio -0,4 %. Po podacima iz 2004. broj zaposlenih u općini iznosi 2.766 ljudi. U općini se nalazi 10 osnovnih i 2 srednje škole.

## Naselja
- Amajić
- Brasina
- Budišić
- Velika Reka
- Voljevci
- Donja Borina
- Donja Trešnjica
- Mali Zvornik
- Radalj
- Sakar
- Culine
- Čitluk